# نبرد تن‌به‌تن
نبرد تن به تن (انگلیسی: Pitched battle) یا نبرد از پیش تعیین‌شده، نبردی است که در آن نیروهای متخاصم، هر یک موقعیت نبرد را پیش‌بینی می‌کنند و هر یک تصمیم می‌گیرند که به آن متعهد شوند. هر یک از طرفین می‌توانند قبل از شروع نبرد یا کمی پس از آن، از درگیری دست بکشند. نبرد تن به تن، یک رویارویی تصادفی مانند درگیری در یک جلسه یا جایی که یک طرف مجبور به جنگیدن در زمانی غیر از انتخاب خود می‌شود، مانند آنچه در محاصره یا کمین اتفاق می‌افتد، نیست. نبردهای تن به تن معمولاً با دقت برنامه‌ریزی می‌شوند تا نقاط قوت خود را در برابر نقاط ضعف حریف به حداکثر برسانند و از طیف کاملی از فریب‌ها، نیرنگ‌ها و مانورهای دیگر استفاده کنند. آنها همچنین برای بهره‌برداری از زمین مساعد برای نیروی خود برنامه‌ریزی می‌شوند. به عنوان مثال، نیروهایی که از نظر سواره‌نظام قوی هستند، زمین باتلاقی، جنگلی یا کوهستانی را برای نبرد برنامه‌ریزی‌شده انتخاب نمی‌کنند. به عنوان مثال، هانیبال، ژنرال کارتاژ باستان، زمین نسبتاً مسطحی در نزدیکی روستای کانا را برای رویارویی بزرگ خود با رومی‌ها انتخاب کرد، نه زمین سنگی آپنین‌های مرتفع. به همین ترتیب، فرمانده پادشاهی زولو، شاکا، از مناطق جنگلی یا باتلاق‌ها اجتناب می‌کرد و به علفزارهای مواج (مسطح یا در دامنه‌های کوهستانی) روی می‌آورد، جایی که شاخ‌های محاصره‌کننده زولو ایمپی می‌توانستند مانور دهند تا مؤثر واقع شوند. نبردهای تن به تن در طول تاریخ با به‌کارگیری فناوری‌ها و تاکتیک‌های جدید توسط ارتش‌ها، به تکامل خود ادامه دادند.
در دوره پیشاتاریخ، نبردهای تن به تن به عنوان روش اصلی برای درگیری‌های سازمان‌یافته تثبیت شدند و بر اجرای سلاح‌های دستی و پرتابگرهای ابتدایی در آرایش‌های آزاد تأکید داشتند. این امر با پیچیده‌تر شدن سلاح‌ها و زره‌ها و افزایش کارایی پیاده‌نظام سنگین‌اسلحه، به دوره کلاسیک تبدیل شد. نبردهای تن به تن در قرون وسطی از نظر اندازه و فراوانی کاهش یافت و شاهد به‌کارگیری سواره‌نظام سنگین و آرایش‌های جدید سواره نظام متقابل بود. عصر جدید اولیه شاهد معرفی سلاح‌های گرم اولیه و توپخانه بود که تاکتیک‌های جدیدی را برای پاسخ به وضعیت به سرعت در حال تغییر جنگ باروتی توسعه می‌داد. اواخر دوره مدرن شاهد پیشرفت‌هایی در فناوری سلاح‌های گرم بود که شاهد استانداردسازی پیاده‌نظام تفنگدار، سواره‌نظام و توپخانه در طول نبردها بود. نبردهای زمینی در اواخر قرن نوزدهم رو به کاهش گذاشت و با جنگ جهانی اول به دلیل پیشرفت‌های تکنولوژیکی که جنگ خندقی را ایجاد کرد، متوقف شد. در حالی که چند نمونه از نبردهای زمینی در مقیاس بزرگ در طول جنگ جهانی دوم رخ داده است، در دوره پساجنگ، نبردهای زمینی به دلیل رواج جنگ نامنظم عملاً از بین رفتند. بزرگ‌ترین نبرد زمینی در تاریخ نظامی، نبرد کورسک بود.